# Balizac
Balizac (Balisac en gascon) est une commune du Sud-Ouest de la France, située dans le département de la Gironde (région Nouvelle-Aquitaine).
Ses habitants sont appelés les Balizacais.

## Géographie

### Localisation
La commune, située dans les Landes girondines au sein du parc naturel régional des Landes de Gascogne, se trouve à 47 km au sud-sud-est de Bordeaux, chef-lieu du département, à 21 km au sud-ouest de Langon, chef-lieu d'arrondissement et à 8,5 km au nord-est de Saint-Symphorien, ancien chef-lieu de canton.

### Communes limitrophes
Les communes limitrophes en sont Léogeats au nord-est, Noaillan au sud-est, Saint-Léger-de-Balson au sud-ouest, et Origne au nord-ouest.
| Origne           |                       | Léogeats    |
|                  | Balizac               | Noaillan    |
| Saint-Symphorien | Saint-Léger-de-Balson | Villandraut |

### Climat
Pour des articles plus généraux, voir Climat de la Nouvelle-Aquitaine et Climat de la Gironde.
Historiquement, la commune est exposée à un climat océanique aquitain.  
En 2020, Météo-France publie une typologie des climats de la France métropolitaine dans laquelle la commune est exposée à un climat océanique et est dans la région climatique  Aquitaine, Gascogne, caractérisée par une pluviométrie abondante au printemps, modérée en automne, un faible ensoleillement au printemps, un été chaud (19,5 °C), des vents faibles, des brouillards fréquents en automne et en hiver et des orages fréquents en été (15 à 20 jours).
Pour la période 1971-2000, la température annuelle moyenne est de 12,6 °C, avec une amplitude thermique annuelle de 14,4 °C. Le cumul annuel moyen de précipitations est de 920 mm, avec 12,1 jours de précipitations en janvier et 7,3 jours en juillet. Pour la période 1991-2020, la température moyenne annuelle observée sur la station météorologique la plus proche, située sur la commune de Sauternes à 9 km à vol d'oiseau, est de 13,9 °C et le cumul annuel moyen de précipitations est de 859,6 mm,. Pour l'avenir, les paramètres climatiques de la commune estimés pour 2050 selon différents scénarios d'émission de gaz à effet de serre sont consultables sur un site dédié publié par Météo-France en novembre 2022.

## Urbanisme

### Typologie
Au 1er janvier 2024, Balizac est catégorisée commune rurale à habitat dispersé, selon la nouvelle grille communale de densité à sept niveaux définie par l'Insee en 2022.
Elle est située hors unité urbaine. Par ailleurs la commune fait partie de l'aire d'attraction de Bordeaux, dont elle est une commune de la couronne,. Cette aire, qui regroupe 275 communes, est catégorisée dans les aires de 700 000 habitants ou plus (hors Paris),.

### Occupation des sols

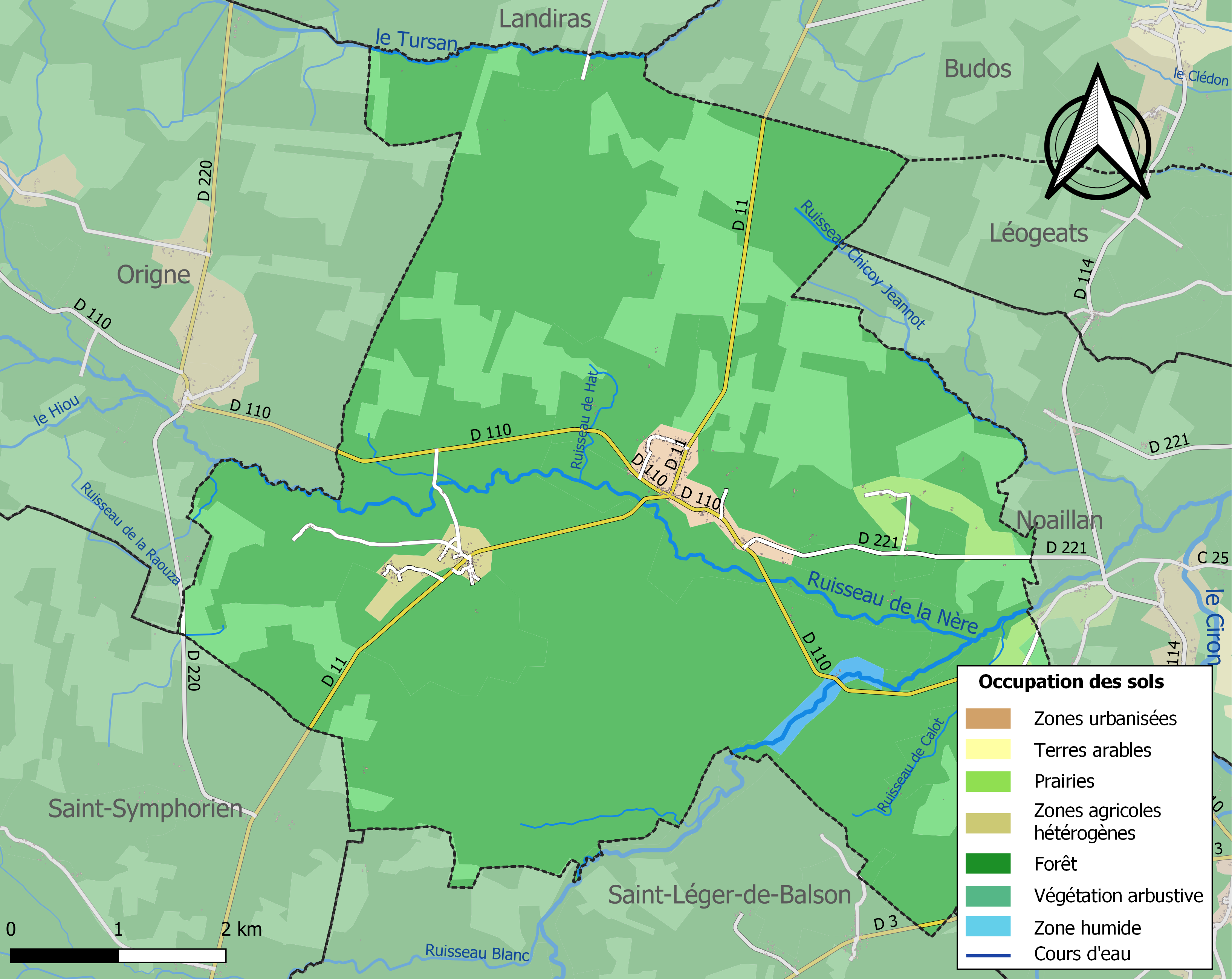
Carte des infrastructures et de l'occupation des sols de la commune en 2018 (CLC).

L'occupation des sols de la commune, telle qu'elle ressort de la base de données européenne d’occupation biophysique des sols Corine Land Cover (CLC), est marquée par l'importance des forêts et milieux semi-naturels (94,9 % en 2018), une proportion sensiblement équivalente à celle de 1990 (94,5 %). La répartition détaillée en 2018 est la suivante : 
forêts (77 %), milieux à végétation arbustive et/ou herbacée (17,9 %), prairies (2,2 %), zones urbanisées (1,4 %), zones agricoles hétérogènes (1 %), eaux continentales (0,6 %). L'évolution de l’occupation des sols de la commune et de ses infrastructures peut être observée sur les différentes représentations cartographiques du territoire : la carte de Cassini (XVIIIe siècle), la carte d'état-major (1820-1866) et les cartes ou photos aériennes de l'IGN pour la période actuelle (1950 à aujourd'hui).

### Voies de communication et transports
Les principales voies de communication routière qui traversent la commune sont la route départementale D 11 qui mène à Landiras vers le nord et à Saint-Symphorien vers le sud, et la route départementale D 110 qui mène à Origne vers l'ouest et à Villandraut vers le sud-est.
L'accès à l'autoroute A62 (Bordeaux-Toulouse) le plus proche est celui de  3 Langon, distant de 20 km vers le nord-est.

L'accès  1 Bazas à l'autoroute A65 (Langon-Pau) se situe à 18 km vers l'est-sud-est.

L'accès  21 Salles à l'autoroute A63 (Bordeaux-Hendaye) se situe à 35 km vers l'ouest.
La gare SNCF la plus proche est celle de Langon, distante de 20 km vers le nord-est, sur la ligne Bordeaux-Sète du TER Nouvelle-Aquitaine.

### Risques majeurs
Le territoire de la commune de Balizac est vulnérable à différents aléas naturels : météorologiques (tempête, orage, neige, grand froid, canicule ou sécheresse), inondations, feux de forêts et séisme (sismicité très faible). Un site publié par le BRGM permet d'évaluer simplement et rapidement les risques d'un bien localisé soit par son adresse soit par le numéro de sa parcelle.
La commune a été reconnue en état de catastrophe naturelle au titre des dommages causés par les inondations et coulées de boue survenues en 1982, 1999, 2009 et 2020,.
Balizac est exposée au risque de feu de forêt. Depuis le 20 avril 2016, les départements de la Gironde, des Landes et de Lot-et-Garonne disposent d’un règlement interdépartemental de protection de la forêt contre les incendies. Ce règlement vise à mieux prévenir les incendies de forêt, à faciliter les interventions des services et à limiter les conséquences, que ce soit par le débroussaillement, la limitation de l’apport du feu ou la réglementation des activités en forêt. Il définit en particulier cinq niveaux de vigilance croissants auxquels sont associés différentes mesures,.

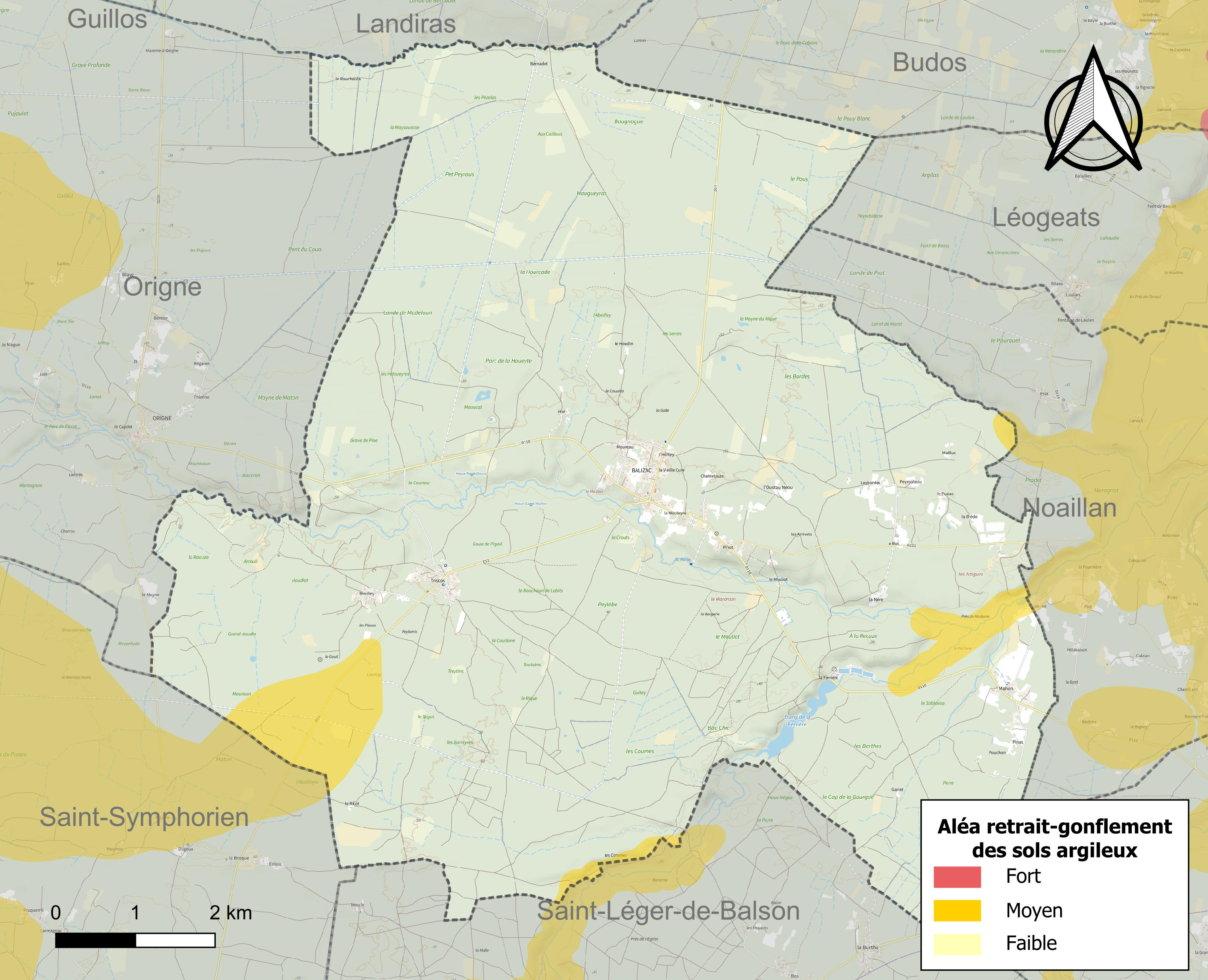
Carte des zones d'aléa retrait-gonflement des sols argileux de Balizac.

Le retrait-gonflement des sols argileux est susceptible d'engendrer des dommages importants aux bâtiments en cas d’alternance de périodes de sécheresse et de pluie. 4 % de la superficie communale est en aléa moyen ou fort (67,4 % au niveau départemental et 48,5 % au niveau national). Sur les 239 bâtiments dénombrés sur la commune en 2019, aucun n'est en aléa moyen ou fort, à comparer aux 84 % au niveau départemental et 54 % au niveau national. Une cartographie de l'exposition du territoire national au retrait gonflement des sols argileux est disponible sur le site du BRGM,.
Par ailleurs, afin de mieux appréhender le risque d’affaissement de terrain, l'inventaire national des cavités souterraines permet de localiser celles situées sur la commune.
Concernant les mouvements de terrains, la commune a été reconnue en état de catastrophe naturelle au titre des dommages causés par des mouvements de terrain en 1999.

## Histoire
Pour l'état de la commune au XVIIIe siècle, voir l'ouvrage de Jacques Baurein.
À la Révolution, la paroisse Saint-Martin de Balizac forme la commune de Balizac.

## Politique et administration
| Période                                  | Période      | Identité       | Étiquette | Qualité                    |
| ---------------------------------------- | ------------ | -------------- | --------- | -------------------------- |
| avant 1981                               | mars 1989    | Pierre Lacape  |           |                            |
| mars 1989                                | juillet 2020 | Michel Lacôme  | PS        | Retraité de l'enseignement |
| juillet 2020                             | En cours     | Nathalie Duluc |           |                            |
| Les données manquantes sont à compléter. |              |                |           |                            |

### Communauté de communes
Le 1er janvier 2014, la Communauté de communes du Pays paroupian ayant été supprimée, la commune de Balizac s'est retrouvée intégrée à la Communauté de communes du Sud Gironde siégeant à Mazères.

## Démographie
L'évolution du nombre d'habitants est connue à travers les recensements de la population effectués dans la commune depuis 1793. Pour les communes de moins de 10 000 habitants, une enquête de recensement portant sur toute la population est réalisée tous les cinq ans, les populations de référence des années intermédiaires étant quant à elles estimées par interpolation ou extrapolation. Pour la commune, le premier recensement exhaustif entrant dans le cadre du nouveau dispositif a été réalisé en 2006.

En 2022, la commune comptait 520 habitants, en évolution de +3,79 % par rapport à 2016 (Gironde : +6,91 %, France hors Mayotte : +2,11 %).
| 1793 | 1800 | 1806 | 1821 | 1831  | 1836 | 1841 | 1846  | 1851  |
| ---- | ---- | ---- | ---- | ----- | ---- | ---- | ----- | ----- |
| 967  | 835  | 791  | 948  | 1 038 | 944  | 979  | 1 030 | 1 040 |

| 1856  | 1861  | 1866  | 1872 | 1876 | 1881 | 1886 | 1891 | 1896 |
| ----- | ----- | ----- | ---- | ---- | ---- | ---- | ---- | ---- |
| 1 088 | 1 022 | 1 019 | 935  | 942  | 857  | 823  | 750  | 683  |

| 1901 | 1906 | 1911 | 1921 | 1926 | 1931 | 1936 | 1946 | 1954 |
| ---- | ---- | ---- | ---- | ---- | ---- | ---- | ---- | ---- |
| 646  | 618  | 575  | 480  | 458  | 398  | 381  | 333  | 316  |

| 1962 | 1968 | 1975 | 1982 | 1990 | 1999 | 2006 | 2011 | 2016 |
| ---- | ---- | ---- | ---- | ---- | ---- | ---- | ---- | ---- |
| 282  | 252  | 234  | 266  | 272  | 321  | 376  | 468  | 501  |

| 2021 | 2022 | - | - | - | - | - | - | - |
| ---- | ---- | - | - | - | - | - | - | - |
| 512  | 520  | - | - | - | - | - | - | - |

## Lieux et monuments
- L'église Saint-Martin, de style roman a été restaurée en 1886[31].

.

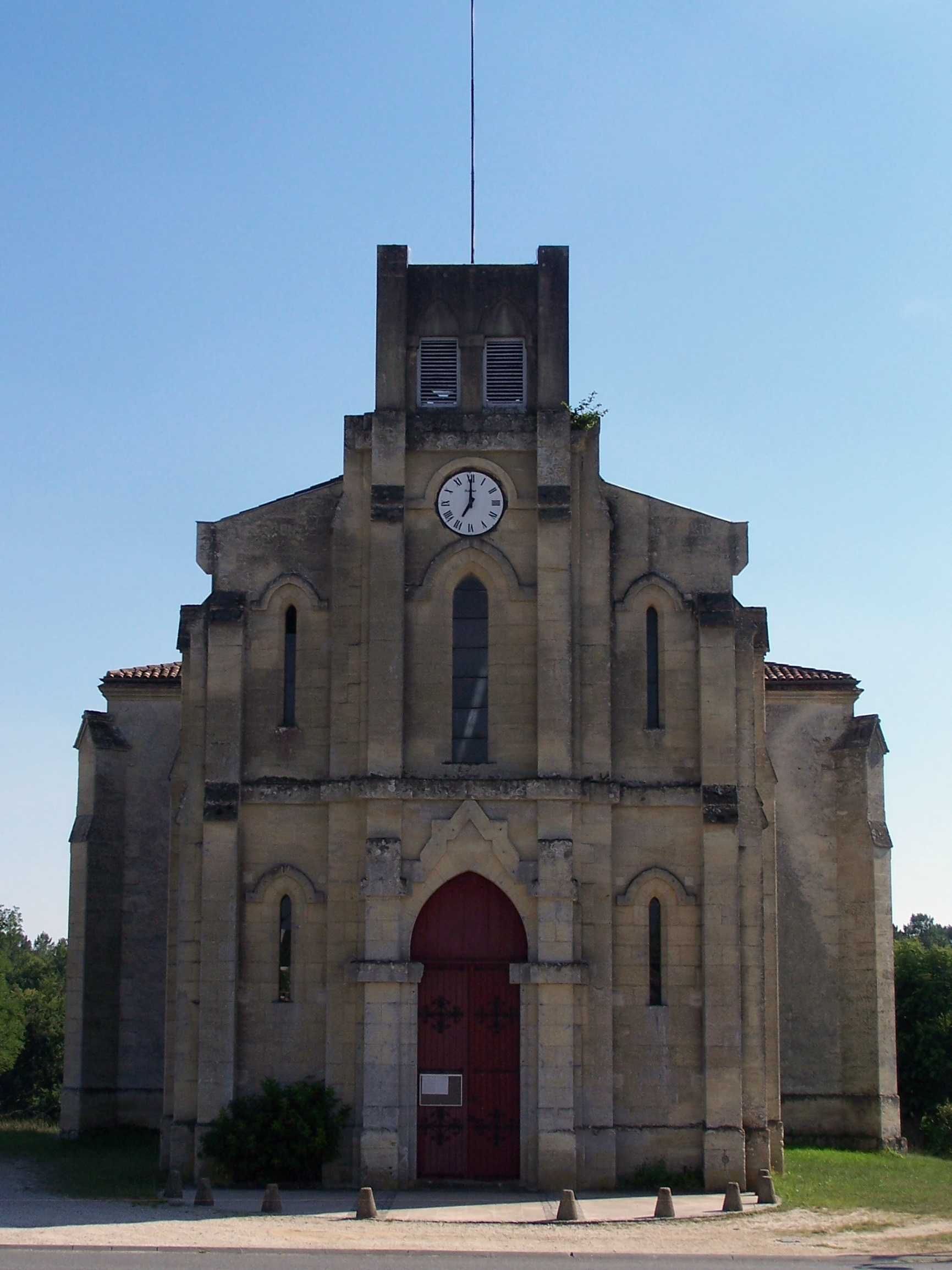
L'église Saint-Martin (août 2010)
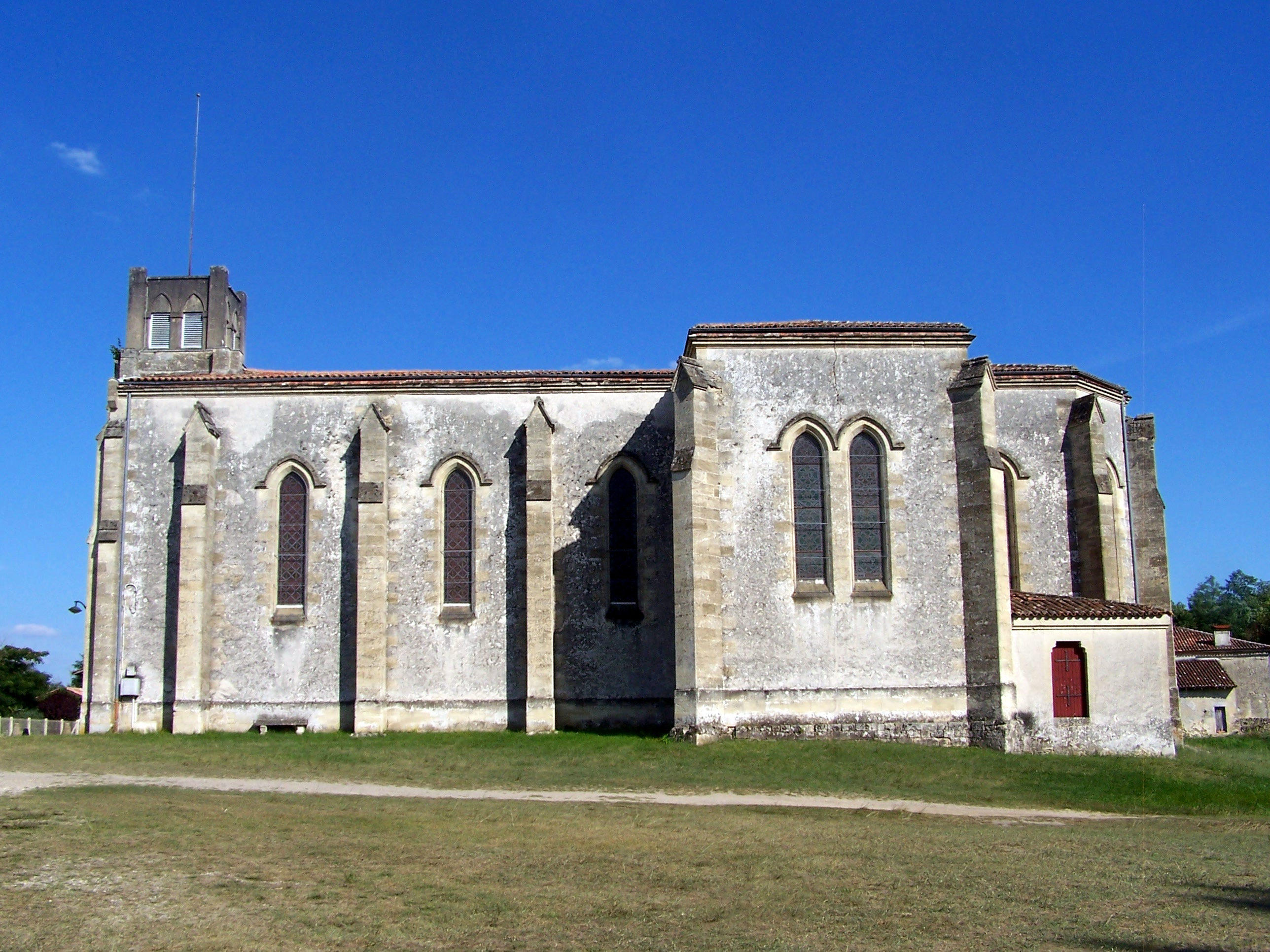
L'église Saint-Martin, vue latérale (août 2010)
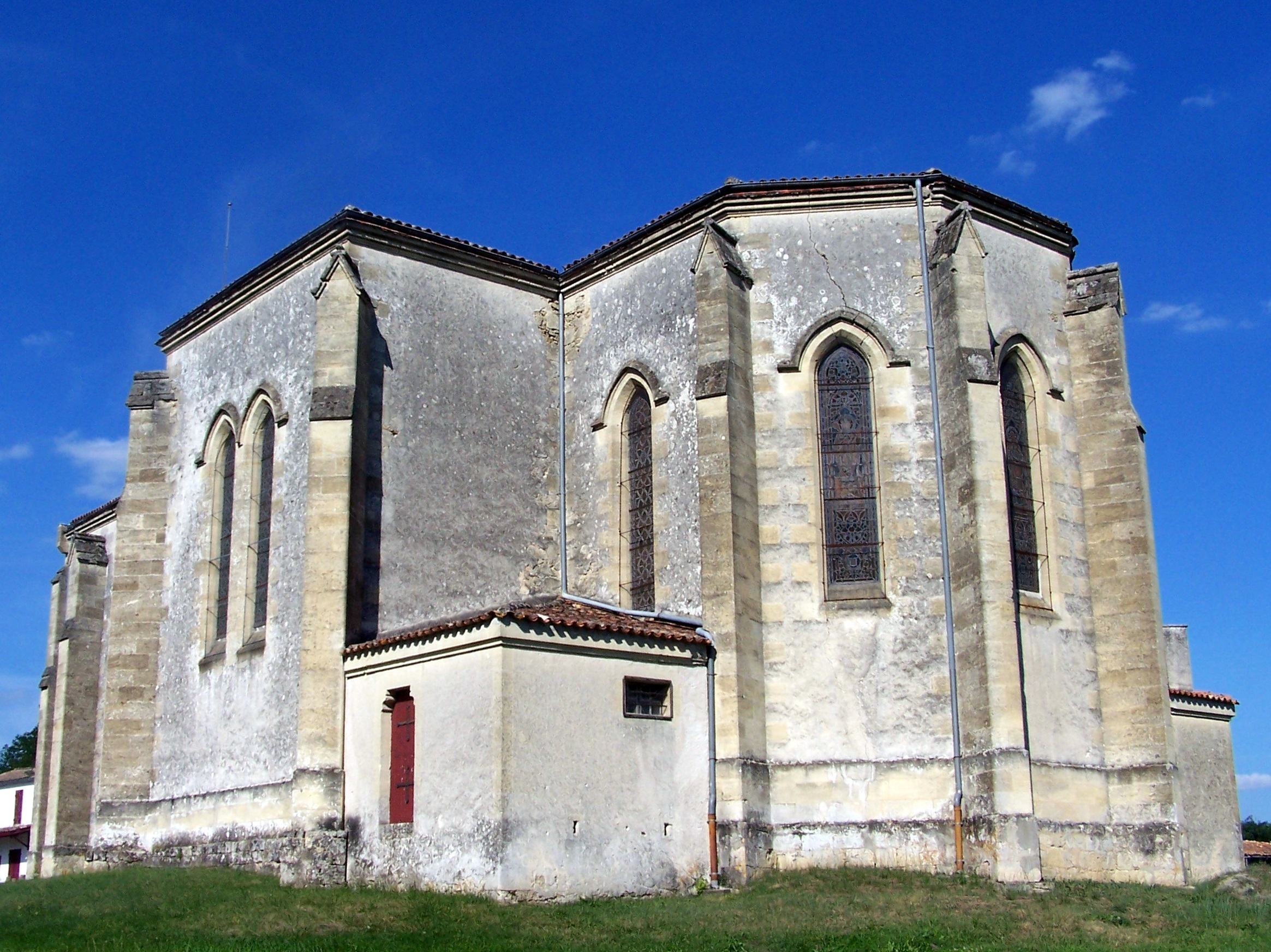
Le chevet de l'église (août 2010)
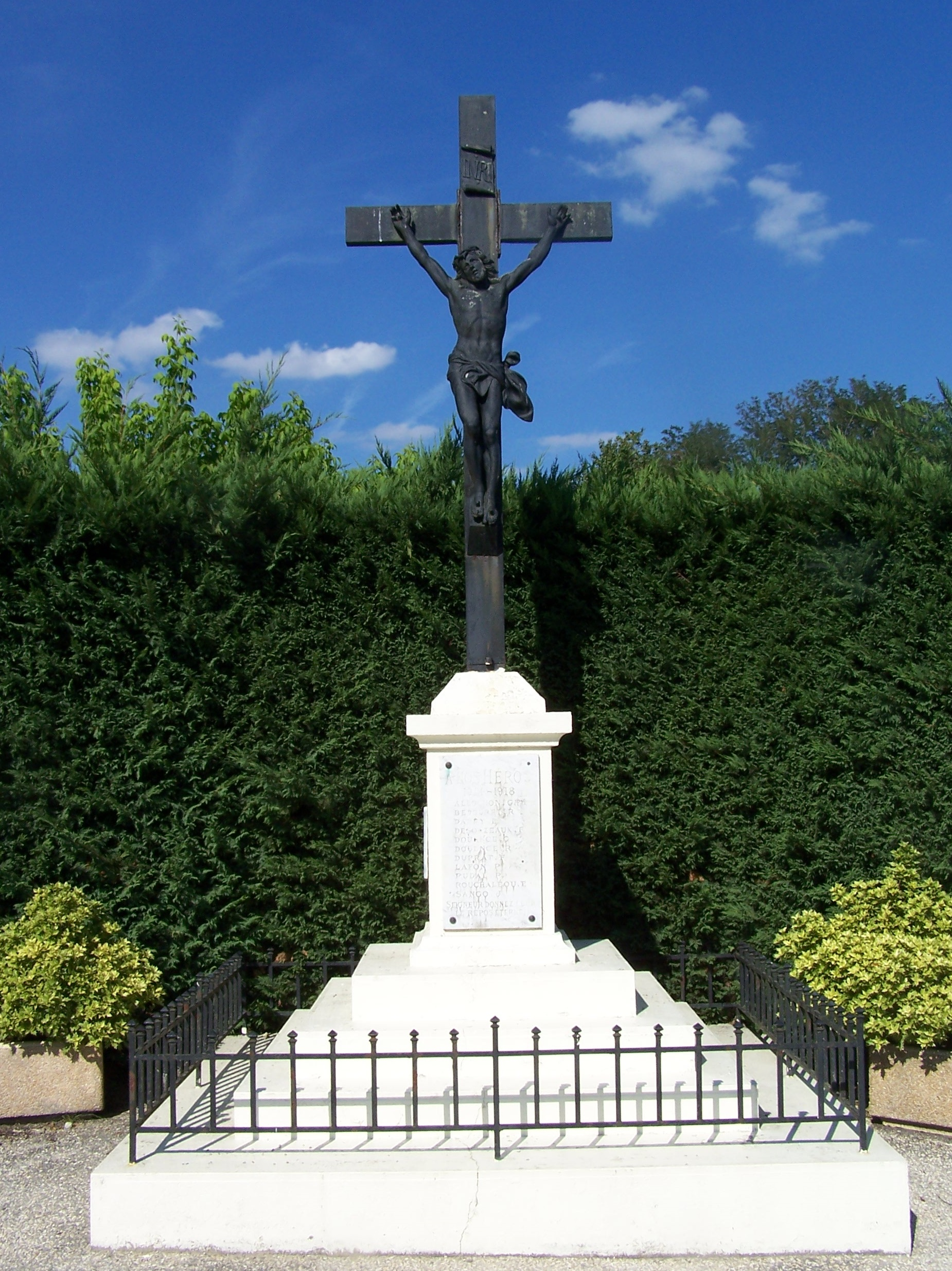
Le monument aux morts à proximité de la mairie (août 2010)